# ホーマー郡区 (アイオワ州ブキャナン郡)
ホーマー郡区は、アメリカ合衆国、アイオワ州、ブキャナン郡にある16の郡区の一つである。2000年の国勢調査で、人口は681人だった。

## 地理
ホーマー郡区は、93.6平方キロメートル（36.14平方マイル)で、Rowleyが含まれる。アメリカ地質調査所によると、この郡区はClaytonとRowleyの2つの霊園が含まれる。